# Conus cedonulli dominicanus
Conus cedonulli dominicanus is een ondersoort van de zeeslakkensoort Conus cedonulli, uit het geslacht Conus. De slak behoort tot de familie Conidae. Conus cedonulli dominicanus werd in 1792 beschreven door Hwass. Net zoals alle soorten binnen het geslacht Conus zijn deze slakken roofzuchtig en giftig. Zij bezitten een harpoenachtige structuur waarmee ze hun prooi kunnen steken en verlammen.